# Heat - La sfida
Heat - La sfida (Heat) è un film del 1995 scritto, diretto e co-prodotto da Michael Mann, con Al Pacino, Robert De Niro e Val Kilmer.
La pellicola è un remake del film televisivo Sei solo, agente Vincent, diretto dallo stesso Mann nel 1989.

## Trama
Los Angeles. A seguito di una rapina a un furgone portavalori culminata con l'assassinio delle guardie giurate, sulla scena del crimine il tenente Vincent Hanna capisce subito l'elevato livello di preparazione della banda e decide di seguire il caso con il suo team di detective. Hanna è un uomo determinato e totalmente immerso nel suo lavoro, persino ossessionato, che vive un rapporto amorevole ma talvolta conflittuale con la moglie Justine, che, a sua volta, ha una figlia dal suo ex marito, Lauren, a cui Hanna è estremamente affezionato.
Il colpo è stato eseguito dall'esperto criminale Neil McCauley, uomo metodico e preciso, assieme al suo consolidato gruppo, gli amici Chris Shiherlis, Michael Cheritto, Gilbert Trejo e una nuova recluta, Waingro. Nonostante tutto fosse pianificato in ogni dettaglio e la banda tenda a non commettere atti cruenti, l'immotivata impulsività del nuovo arrivato costringe la banda a eliminare gli agenti all'interno del furgone per non lasciare testimoni. Dopo il colpo McCauley si reca dall'amico Nate, il suo basista, scoprendo così che i titoli al portatore rubati dal furgone portavalori appartengono all'affarista Roger Van Zant. Nate lo convince a rivenderli all'affarista, per ottenerne un guadagno ancora maggiore. In seguito McCauley caccia il poco affidabile e violento Waingro dal gruppo e intende ucciderlo, ma questi riesce a fuggire.
Una sera, nel bar di una libreria, McCauley viene avvicinato da Eady, una grafica e illustratrice, se ne infatua e trascorre la notte con lei. Il mattino seguente fa visita a Kelso, un amico di Nate e altro basista. Questi gli propone un nuovo colpo da 12 milioni di dollari: svaligiare una banca nel centro di Los Angeles, la Far East National Bank, grazie alle informazioni degli schemi d'allarme presenti nell'edificio. Nel frattempo la polizia risale attraverso il cugino di un ex carcerato, compagno di cella di Waingro, all'identità di uno dei rapinatori, Cheritto. McCauley è impegnato a organizzare lo scambio di titoli al portatore con Van Zant; il pomeriggio seguente si reca nel luogo prestabilito per effettuare lo scambio. L'appuntamento si rivela in realtà una trappola mortale ordita da Van Zant stesso, alla quale però Neil riesce a sfuggire grazie alla sua squadra: successivamente chiama Van Zant al telefono, e comunicandogli che l'affare è saltato gli intima che ormai è un uomo morto.
Fallita la monetizzazione della rapina al portavalori il successivo bersaglio della banda di McCauley diventa un deposito di metalli preziosi: il gruppo si mette al lavoro in piena notte, inconsapevole di essere stato individuato e di essere osservato da Hanna e la sua squadra. La polizia è sul punto di intervenire e catturare i malviventi, quando un rumore causato involontariamente da uno degli uomini di Hanna all'interno del furgone nel quale si nascondono allarma McCauley, che richiama la propria squadra e abbandona il deposito senza curarsi della refurtiva. La polizia non interviene perché a reato incompiuto non avrebbe un motivo sufficiente per incriminare la banda di Neil tanto da tenerli in prigione. Intanto Waingro si rende responsabile dell'omicidio di diverse prostitute in giro per la città e Vincent si ritrova casualmente ad indagare anche su queste morti.
Il tenente Hanna allora attua una nuova strategia: irrompe nell'ufficio di Alan Marciano, amante di Charlene, ragazza di Chris e madre del loro figlio Dominic, e lo ricatta per ottenere informazioni su di lui. A sua volta Neil, insospettito da quanto successo nel deposito dei metalli, ha capito di essere seguito e assieme a Chris e Cheritto si fa volutamente pedinare da Hanna e i suoi uomini sino a un deposito di container, fingendo di stare organizzando una via di fuga per il loro prossimo furto. In realtà iniziano a loro volta a raccogliere informazioni sui poliziotti, e quando Hanna, grazie al suo intuito, capisce di essere stato beccato a sua volta, accetta di giocare a carte scoperte.
La sera seguente Hanna decide di intercettare McCauley mentre è in auto. Lo ferma, rendendo evidente il ruolo dei due e lo invita a bere un caffè. I due parlano delle rispettive vite, chiariscono le reciproche motivazioni e paure professionali, lasciando intendere anche una sottintesa e reciproca stima. Concludono il confronto dichiarando che, nonostante tutto, entrambi non si fermeranno al momento della verità. La sfida è lanciata.
Poco dopo aver lasciato il poliziotto, McCauley si dilegua, e altrettanto fanno i componenti della sua banda per poi riorganizzarsi per il lavoro alla banca, tranne Trejo che rinuncia al colpo perché tallonato dalla polizia. McCauley, allora, mancando di un uomo per il colpo, ingaggia l'amico ed ex detenuto Donald Breedan, impiegato nella tavola calda dove il gruppo di rapinatori si è incontrato.
Ora che tutto è pronto Neil, Chris, Cheritto e Breedan si recano alla Far East per la rapina. Compiuto il furto, seppur senza far scattare alcun allarme e senza intoppi, i ladri scappano proprio mentre la polizia sta arrivando sul posto dopo aver ricevuto una soffiata. La fuga degenera in una lunga e violenta sparatoria in strada, al termine della quale Breedan e Cheritto rimangono uccisi e Chris viene ferito, mentre molti altri poliziotti vengono uccisi a loro volta. Neil soccorre il compagno e riesce a portarlo da un dottore compiacente, quindi lo affida a Nate e va alla ricerca di Trejo, l'unico membro del gruppo assentatosi in occasione del colpo e a conoscenza del piano, ritenendolo l'informatore misterioso della polizia. Quando McCauley arriva al suo appartamento, vi trova la moglie morta e lo stesso Trejo in fin di vita in una pozza di sangue. Nei suoi ultimi attimi di vita, Trejo rivela a McCauley di essere stato ricattato dal reietto Waingro e dal braccio destro di Van Zant, che tenevano in ostaggio sua moglie. L'intento dell'uomo d'affari e dell'assassino era di estorcere il piano del colpo alla banca, così da comunicarlo poi alla polizia affinché la banda venisse catturata. McCauley, per porre fine alle sofferenze del suo amico, lo finisce. Poi, si reca a casa di Van Zant per vendicarsi. Senza riuscire ad ottenere dall'uomo informazioni sul luogo in cui si trova Waingro, Neil lo liquida velocemente.
Nel frattempo Vincent rintraccia il complice di Van Zant, un criminale di nome Hugh Denny, e lo interroga, scoprendo così che Waingro lavorava con McCauley, che ora cerca vendetta contro colui che ha messo la polizia sulle sue tracce sin dall'inizio. Tornato a casa, Neil trova Eady sconvolta per aver scoperto che questi è un rapinatore: dopo un iniziale sentimento di smarrimento, decide non senza difficoltà di fuggire con lui in Nuova Zelanda e cominciare una nuova vita grazie ai soldi ottenuti dal riuscito colpo in banca. Sull'altro fronte, Charlene viene presa in custodia dalla polizia: deve accettare di collaborare alla cattura di Chris, pena l'incarcerazione per favoreggiamento e l'affidamento del figlio Dominic ai servizi sociali. La trappola sta per scattare quando Chris giunge sotto casa di Charlene, ma questa dal balcone gli fa un cenno nascosto, suggerendogli di scappare. Chris capisce il segnale e riesce a eludere la cattura superando anche un vicino posto di blocco, grazie a dei documenti falsi ottenuti da Nate. Poco dopo Vincent torna a casa e, trovata la moglie insieme ad un amante perché stanca delle distanze createsi fra di loro a causa del suo lavoro, litiga con lei e infine se ne va.
Il tenente Hanna ordina poi ai suoi uomini di localizzare la posizione di Waingro, l'unico reale motivo che può ancora trattenere McCauley a Los Angeles, e intende usarlo come esca facendolo sorvegliare a vista, ma alla fine si arrende all'evidenza capendo che Neil, non volendo rischiare, ormai è sparito. Il poliziotto allora abbandona con rassegnazione il caso e torna nella sua camera in hotel per riposarsi, ma trova la figliastra Lauren svenuta nella vasca da bagno con due grandi tagli alle arterie femorali. L'uomo tenta di salvarla e si precipita in ospedale, dove troverà anche Justine. L'intervento è stato provvidenziale e Lauren sopravviverà. Hanna però non può fermarsi e, ritemprato e nuovamente determinato nella sua caccia, lascia Justine e la ragazza in ospedale.
Eady e Neil sono pronti per partire e si dirigono verso l'aeroporto in auto, quando lui riceve una telefonata da parte di Nate. L'amico conferma tutti i particolari della fuga concordati e prima di salutarlo per sempre, mantenendo la parola precedentemente data, gli rivela l'hotel dove si nasconde Waingro. Dopo aver inizialmente assicurato a Nate che non avrebbe fatto niente a tal proposito, Neil non riesce a passarci sopra e in un istante decide quindi di fare una deviazione per vendicare la sequenza di morti avvenuta a causa dell'uomo.
Neil giunge nell'hotel e fingendosi l'addetto al servizio in camera ottiene il numero della stanza di Waingro. Dopo aver attivato l'allarme antincendio e aver fatto evacuare le persone per creare confusione, Neil arriva alla stanza, inganna Waingro per riuscire ad aprire la porta e lo uccide. Tutto è concluso ma, uscendo dall'edificio e pronto a fuggire con la sua donna, l'arrivo inaspettato di Vincent lo costringe a scappare, abbandonando Eady che ne rimane sconvolta. Il poliziotto insegue il ladro fino a un campo oltre l'aeroporto di Los Angeles, dove delle forti luci segnalano ai velivoli la pista d'atterraggio. Nell'ombra Neil aspetta l'accensione delle luci per avere una visuale di tiro migliore, ma viene anticipato e ferito mortalmente da Vincent. L'uomo si avvicina e Neil gli ricorda la sua promessa, fatta davanti al caffè, che non sarebbe mai più tornato dietro le sbarre, mentre Vincent guarda al buio della notte e al suo futuro incerto, ora che il suo avversario spira stringendogli la mano.

## Produzione
Il budget del film è stato di circa 60 milioni di dollari.

### Cast
Heat - La sfida è il secondo film in cui Robert De Niro e Al Pacino hanno recitato insieme; il primo era stato Il padrino - Parte II, nel quale però i due non avevano mai avuto occasione di collaborare insieme nella stessa scena. In virtù di ciò, Mann giocò sul fatto di far crescere oltremodo l'attesa del fatidico incontro/scontro tra i due leggendari attori, impegnati nel più classico dei confronti polizieschi, quello di ladro contro sbirro. Al Pacino, nell'autobiografia Sonny Boy, racconta che il regista consentì a lui e De Niro di scegliere da soli che personaggi interpretare tra i due protagonisti, e loro si trovarono subito d'accordo. Quando poi vide che il collega aveva scelto, per il suo ruolo da delinquente, uno stile assai freddo e sotto le righe, Pacino decise di contrapporgli una recitazione istrionica e teatrale, ispirata anche dal fatto che, stando al copione (e al sequel cartaceo Heat 2), Vincent Hanna è dedito al consumo di cocaina. Mann decise infine di cancellare dal film ogni collegamento tra lo sbirro e la droga. 
La storia è ispirata dalle gesta del celebre poliziotto Chuck Adamson, il quale si scontrò anche con un instancabile criminale, Neil McCauley, il cui nome viene dato al personaggio interpretato da De Niro; questi suggerì al regista di girare la scena che condivide con Pacino al ristorante senza prima provarla in modo da ottenere il risultato più genuino, e l'idea fu accolta. A Chuck Adamson, che nella vita reale aveva seriamente incontrato il vero Neil in una tavola calda, Mann dedicherà il successivo Nemico pubblico - Public Enemies in occasione della morte del poliziotto.
Nel cast figurano anche:
- Jon Voight, che all'inizio aveva rifiutato la parte[5] e il cui personaggio è ispirato a Edward Bunker, attore ed ex criminale di cui Mann, che lo chiamò sul set come consulente tecnico, fece leggere il libro Come una bestia feroce a tutto il cast;[3]
- Val Kilmer, che bramava un ruolo nel film per conoscere meglio Pacino e De Niro[6] e si destreggiò tra le riprese con Mann e quelle di Batman Forever dopo aver ottenuto, a scapito di Keanu Reeves,[3] il ruolo di Chris, ispirato alla figura di Miklos Polesti, complice del vero Neil McCauley e mai arrestato;[4]
- Kevin Gage, il cui soprannome Waingro è quello con cui sarà riconosciuto da guardie e detenuti quando verrà arrestato anni dopo;[7]
- Amy Brenneman, a cui la storia del film non piaceva e che convinsero a farne parte proprio per questo suo sentimento di rigetto;[4]
- Natalie Portman, al suo secondo film in carriera dopo Léon, qui nel ruolo della piccola Lauren;
- Henry Rollins, che compare in un piccolo ruolo come Hugh Denny, il braccio destro di Van Zant.

### Riprese
Il film è stato girato interamente a Los Angeles, con la direzione della fotografia affidata a Dante Spinotti. Tutte le riprese sono state fatte in location reali, senza ricostruzioni in studio; la metropolitana che si vede a inizio film è la stessa che compare nel finale di Collateral. Mann, prima di cominciare a girare, passò due sere a settimana per nove mesi con la sezione Rapine e omicidi della polizia losangelina. Le due scene più violente della pellicola, cioè l'assalto al portavalori e il colpo in banca, risultano così realistiche che all'epoca funsero da ispirazione per diversi criminali e vennero quindi studiate da tutori della legge e corpi speciali. In particolare il metodo rapido di ricarica di Val Kilmer col suo fucile mitragliatore, durante la sparatoria in strada, fu eseguito talmente bene dall'attore che i Marines fecero vedere la scena come esempio per i loro allievi in addestramento, per mostrargli come si ricaricava in fretta un'arma durante un conflitto a fuoco.

## Distribuzione
Il film è uscito nelle sale cinematografiche negli Stati Uniti il 15 dicembre 1995. In Italia, invece, è uscito il 9 febbraio 1996.

### Edizione italiana

#### Doppiaggio
L'edizione italiana del film è stata diretta da Sandro Acerbo con i dialoghi di Carlo Cosolo; mentre il doppiaggio italiano venne eseguito dalla SEFIT-CDC presso gli stabilimenti di via dei Villini.

## Accoglienza

### Incassi
La pellicola esordì al botteghino statunitense nel fine settimana del 15-17 dicembre 1995, conquistando il terzo posto dietro Jumanji e Toy Story - Il mondo dei giocattoli con un incasso di oltre 8 milioni di dollari. Divenne un successo finanziario, guadagnando a livello globale 187 milioni di dollari, di cui 67 milioni negli Stati Uniti e i restanti 120 milioni nel resto del mondo.

### Critica
Il film ricevette giudizi molto positivi sia dalla critica che dal pubblico. Sul sito Rotten Tomatoes registra una valutazione pari all'83% basata su 151 recensioni professionali, con un punteggio medio di 7.80/10. Il consenso recita: "Anche se Al Pacino e Robert De Niro condividono solo una manciata di minuti sullo schermo, Heat è un avvincente dramma criminale che trae performance incredibili dalle sue star - e conferma Michael Mann come maestro del genere". Su Metacritic ha invece un punteggio di 76 basato su 23 recensioni.
Roger Ebert nella sua recensione sul Chicago Sun-Times ha definito la sceneggiatura del film "insolitamente colta", con una penetrazione psicologica nel rapporto simbiotico tra polizia e criminali: "Non è solo un film d'azione. Soprattutto, i dialoghi sono abbastanza complessi da permettere ai personaggi di dire quello che stanno pensando: sono eloquenti, perspicaci, fantasiosi, poetici quando necessario."

## Sequel
Heat ha avuto un seguito in forma cartacea, Heat 2, romanzo ideato e scritto dallo stesso Mann insieme alla scrittrice statunitense Meg Gardiner: il libro è uscito il 29 agosto 2022 negli Stati Uniti e il 27 settembre in Italia, distribuito dalla casa editrice HarperCollins. La trama si svolge in diverse fasi temporali, prima e dopo gli eventi del film.

## Riconoscimenti
- 1995 – Saturn Award
  - Candidatura al miglior film d'azione/di avventura
  - Candidatura al miglior attore non protagonista a Val Kilmer
- 1994 – Chicago Film Critics Association
  - Candidatura al miglior film
- 1995 – Cinema Audio Society
  - Candidatura al miglior sound mixing